# Travers Vale
Pour les articles homonymes, voir Vale.
Travers Vale (né le 31 janvier 1865 à Liverpool, Royaume-Uni et mort le 10 janvier 1927 à Hollywood, Californie) est un réalisateur, scénariste et directeur de la photographie britannique.

## Filmographie

### Comme réalisateur
- 1910 : Abernathy Kids to the Rescue
- 1913 : Streets of New York
- 1913 : The Girl of the Sunny South
- 1913 : The Power of the Sea
- 1913 : Day Break
- 1914 : The Abandoned Well
- 1914 : Her Old Teacher
- 1914 : The Restless Woman
- 1914 : The World and the Woman
- 1914 : The Derelicts
- 1914 : Gwendolin
- 1914 : The Iron Master (en)
- 1914 : Martin Chuzzlewit
- 1914 : The Ticket-of-Leave Man
- 1914 : The Wife's Stratagem
- 1914 : The New Magdalen
- 1914 : Ernest Maltravers
- 1914 : Cousin Pons[1]
- 1914 : A Scrap of Paper
- 1914 : The Crimson North
- 1915 : The Third Act
- 1915 : Three Hats
- 1915 : Père Goriot
- 1915 : The Woman Who Paid
- 1915 : Colomba
- 1915 : Aurora Floyd
- 1915 : The Americano
- 1915 : Adam Bede
- 1915 : The Maid o' the Mountain
- 1915 : Man and His Master
- 1915 : Mrs. Van Alden's Jewels
- 1915 : Under Two Flags
- 1915 : The Drab Sister
- 1915 : Jane Eyre
- 1915 : East Lynne
- 1915 : Dora
- 1915 : The Soul of Pierre
- 1915 : The Worth of a Woman
- 1915 : Between Father and Son
- 1915 : Eyes of the Soul
- 1915 : The Hungarian Nabob
- 1915 : The Woman of Mystery
- 1916 : A Beast of Society
- 1916 : Tangled Fates
- 1916 : Sally in Our Alley
- 1916 : The Scarlet Oath
- 1916 : Beyond the Wall
- 1916 : The Men She Married
- 1917 : The Woman Beneath
- 1917 : The Bondage of Fear
- 1917 : The Dancer's Peril
- 1917 : Man's Woman
- 1917 : Darkest Russia
- 1917 : The Divorce Game
- 1917 : A Self-Made Widow
- 1917 : Betsy Ross
- 1917 : The Dormant Power
- 1917 : Easy Money
- 1918 : Stolen Hours
- 1918 : The Whims of Society
- 1918 : The Spurs of Sybil
- 1918 : The Witch Woman
- 1918 : Journey's End
- 1918 : Vengeance
- 1918 : The Man Hunt
- 1918 : A Woman of Redemption
- 1918 : Joan of the Woods
- 1918 : A Soul Without Windows
- 1918 : Just Sylvia
- 1918 : The Zero Hour
- 1919 : The Bluffer
- 1919 : Heart of Gold
- 1919 : The Moral Deadline
- 1919 : The Quickening Flame
- 1920 : Life
- 1922 : A Pasteboard Crown
- 1924 : The Street of Tears
- 1926 : Western Pluck

### Comme scénariste
- 1924 : The Street of Tears